# Pérola d’Oeste
Pérola d'Oeste – miasto i gmina w Brazylii, w stanie Parana. Znajduje się w mezoregionie Sudoeste Paranaense i mikroregionie Capanema.